# Enguerrand IV. de Coucy

Wappen Enguerrands IV. von Coucy

Enguerrand IV. de Coucy († 1310) war Herr von Coucy, Marle und La Fère. Er war ein Sohn von Enguerrand III. und dessen Ehefrau, Marie de Montmirail.
Er trat 1250 die Nachfolge seines Bruders Raoul II. an, der auf dem sechsten Kreuzzug gefallen war. Von seiner Mutter erbte er die Vizegrafschaft Meaux und die Burgen von Montmirail und Crèvecœur.
In erster Ehe (um 1262) war er mit Margarethe von Gelderland († um 1286) verheiratet, einer Tochter des Grafen Otto II. von Geldern. Seine zweite Frau war Johanna von Flandern († 1333), eine Tochter des Grafen Robert III. von Flandern. Enguerrand hatte keine Kinder, womit das erste Haus von Coucy mit ihm im Mannesstamm ausstarb. Seine Besitzungen gingen auf seinen Neffen Enguerrand von Guînes (Gent-Coucy) über.
Siehe auch Haus Boves

## Prozess
Enguerrand ist vor allem als Angeklagter in einem zu seiner Zeit spektakulären Prozess bekannt geworden. Im Juli 1259 ließ er drei junge flämische Edelleute, die unerlaubt in seinen Wäldern gejagt hatten, ohne Prozess hängen. Der königliche Connétable Gilles le Brun war ein Verwandter der Opfer und klagte Enguerrand bei König Ludwig IX. (Saint Louis) an. Enguerrand bestand in seinem Standesbewusstsein darauf, dass sein Fall vor einem Pairsgericht verhandelt werde, zumal er bei seinen baronialen Standesgenossen mit Sympathien rechnen konnte. Dagegen aber verwehrte sich der König und ordnete einen Prozess an, bei dem er selbst als Richter den Vorsitz führte. Auch wurde Enguerrand eine ritterliche Haft verweigert, stattdessen nahmen einfache Sergeanten im königlichen Auftrag seine Verhaftung vor.

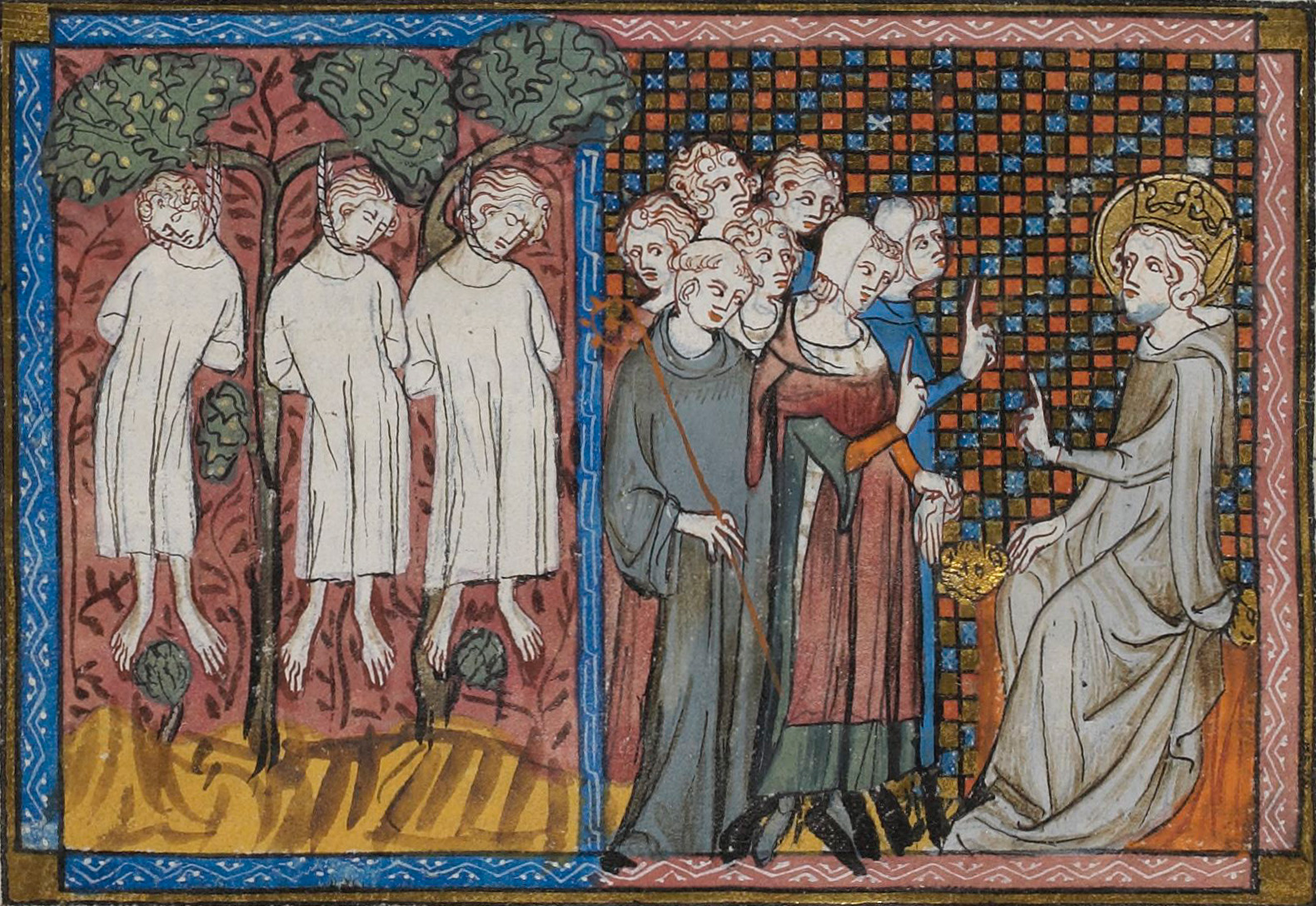
Ludwig IX. der Heilige richtet über Enguerrand IV. de Coucy. Miniatur aus einer Ausgabe des Vie et miracles de Saint Louis von Guillaume de Saint-Pathus, 14. Jahrhundert.

Diese Vorgänge waren bis dahin einmalig und offenbarten eine Entwicklung, welche die königliche Herrschaftsauffassung in Frankreich bis zur Mitte des 13. Jahrhunderts genommen hatte. Ludwig IX. betrachtete sich in seiner Eigenschaft als König zugleich auch als oberster Richter über alle Untertanen seines Königreiches, einschließlich des Adels. Der einst mächtige Feudaladel Frankreichs hatte unter Ludwigs Vorgängern zunehmend an Macht eingebüßt. Und die Neutralisierung der richterlichen Privilegien des Adels, die er sich in den vorangegangenen Jahrhunderten angeeignet hatte, zugunsten einer königlichen Gesetzgebung und Rechtsprechung, war ein Ziel der kapetingischen Könige des 13. Jahrhunderts.
Enguerrand wurde zum Tode verurteilt. Allerdings konnte der König durch seine Ratgeber zu einer Abmilderung des Urteils bewegt werden. Enguerrand musste zur Buße 10.000 Pariser Pfund (livres parisis) an religiöse Einrichtungen zahlen und weiterhin ein Kreuzzugsgelübde ablegen. Von dem Gelübde kaufte er sich nach einer weiteren Zahlung von 12.000 Pfund frei, wofür er eigenes Land veräußern musste.
Er starb 1310 und wurde in der Abtei Notre-Dame de Longpont bestattet. Seine Witwe trat in die Zisterzienserabtei von Sauvoir bei Laon ein, wo sie als Äbtissin starb.

## Quelle
- Guillaume de Nangis, Gesta Sancti Ludovici, hrsg. von M. Daunou im Recueil des Historiens des Gaules et de la France (RHGF), Bd. XX (Paris, 1840), S. 399–401.